# Petaurista albiventer
Petaurista albiventer — вид гризунів родини Sciuridae. Вона поширена кількома окремими популяціями в деяких частинах північної Індії, Пакистану, Непалу, південної Китайської Народної Республіки, аж до Таїланду на півдні. Видовий статус P. albiventer є суперечливим, і в численних джерелах її класифікують як підвид тагуана (P. petaurista).

## Характеристики
P. albiventer досягає довжини тіла від 32,6 до 55,0 сантиметрів, а хвоста – від 39 до 45 сантиметрів, а вага – від 1,1 до 1,8 кілограма. Це робить вид відносно великим у межах роду. Хутро на спині складається з довгого, шовковистого волосся і має темно-червоно-коричневий колір з білими цятками. За забарвленням цей вид загалом нагадує тагуана (P. petaurista), але має чіткі чорні кільця навколо очей, червонувато-коричневі щоки, біле горло та черево, а також чорне забарвлення в задній третині хвоста, який в іншому світло-червонувато-коричневий.
Як і всі летяги, вона має велику волохату перетинку, що з'єднує зап'ястя та щиколотки, і збільшена складкою шкіри між задніми лапами та основою хвоста. Перетинка м'язова та посилена по краях; її можна напружувати або розслабляти, щоб контролювати напрямок ковзання. Перетинка зверху темно-коричнева, а знизу — від білого до світло-коричневого кольору.

## Спосіб життя
P. albiventer мешкає в помірних і вологих лісових районах; підвид Petaurista albiventer barroni зустрічається в Таїланді на висоті від 1350 до 3050 метрів. Вона веде виключно деревний та нічний спосіб життя, харчуючись, серед іншого, листям ялиці (Abies pindrow), плакучої сосни (Pinus wallichiana), дубом Quercus floribunda, гімалайською тополею Populus ciliate, в'язом Ulmus wallichiana та іншими видами дерев. Вона також їсть бруньки, шишки, насіння, квіти, плоди, кору та лишайники. У жовтні вид віддає перевагу жолудям Quercus dilatata, а в липні — каштанам Aesculus indica та горіхам звичайного волоського горіха (Juglans regia).
Тварини будують свої гнізда на деревах. Вони проводять день у гніздах або в дуплах дерев і виходять лише вночі. Вони активні протягом усього року і не впадають у сплячку.